# Echipa națională de fotbal a Turciei

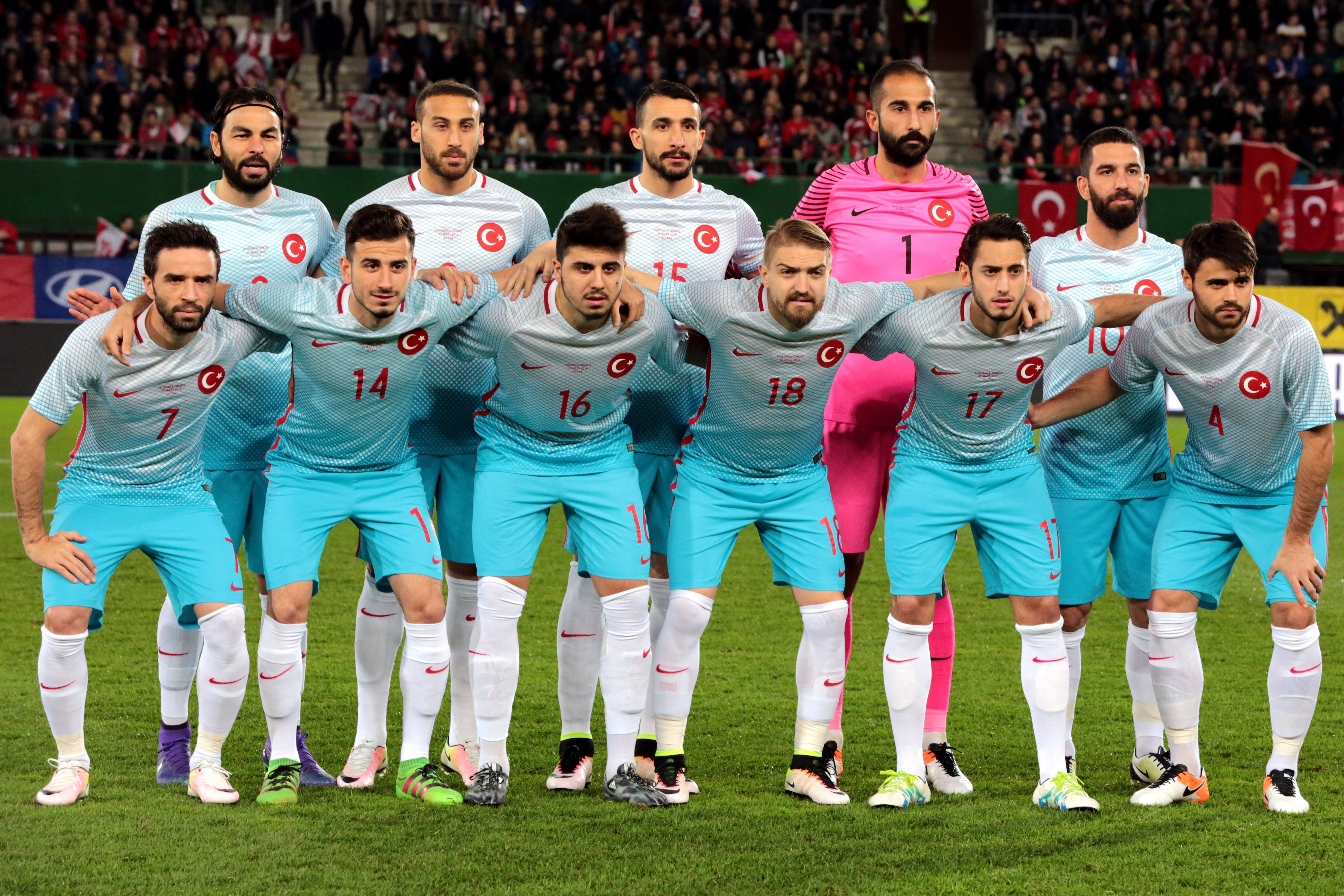
Echipa națională de fotbal a Turciei (2016)

Echipa națională de fotbal a Turciei (turcă Türkiye Millî Futbol Takımı) reprezintă Turcia în competițiile internaționale inter-țări și este controlată de Federația Turcă de Fotbal, organismul central pentru fotbal din Turcia. Ei sunt afiliați la UEFA și FIFA. Turcia s-a calificat de trei ori pentru Campionatul Mondial de Fotbal, în 1950, 1954 și 2002, deși s-au retras de la competiția din 1950. De asemenea, Turcia s-a calificat de șase ori pentru Campionatul European de Fotbal, în 1996, 2000, 2008, 2016,  2020 și 2024. Au ajuns în semifinalele a trei turnee mari: Campionatul Mondial de Fotbal 2002, Cupa Confederațiilor FIFA 2003 și Euro 2008. După ce au terminat pe locul trei la 
Campionatul Mondial de Fotbal 2002, care a marcat un punct culminant în istoria fotbalului turc, Turcia a ocupat pentru prima oară un loc în primele zece locuri ale clasamentului FIFA World Rankings, de când clasamentul a fost introdus în decembrie 1992.

## Participări la turneele finale

### Campionatul Mondial
| Anul        | Runda                     | Poziția                   | MJ                        | V                         | E                         | Î                         | GM                        | GP                        |
| ----------- | ------------------------- | ------------------------- | ------------------------- | ------------------------- | ------------------------- | ------------------------- | ------------------------- | ------------------------- |
| 1930        | Nu a participat           | Nu a participat           | Nu a participat           | Nu a participat           | Nu a participat           | Nu a participat           | Nu a participat           | Nu a participat           |
| 1934        | S-a retras                | S-a retras                | S-a retras                | S-a retras                | S-a retras                | S-a retras                | S-a retras                | S-a retras                |
| 1938        | Nu a participat           | Nu a participat           | Nu a participat           | Nu a participat           | Nu a participat           | Nu a participat           | Nu a participat           | Nu a participat           |
| 1950        | Calificată dar s-a retras | Calificată dar s-a retras | Calificată dar s-a retras | Calificată dar s-a retras | Calificată dar s-a retras | Calificată dar s-a retras | Calificată dar s-a retras | Calificată dar s-a retras |
| 1954        | Grupe                     | 9                         | 3                         | 1                         | 0                         | 2                         | 10                        | 11                        |
| 1958        | S-a retras                | S-a retras                | S-a retras                | S-a retras                | S-a retras                | S-a retras                | S-a retras                | S-a retras                |
| 1962 - 1998 | Nu s-a calificat          | Nu s-a calificat          | Nu s-a calificat          | Nu s-a calificat          | Nu s-a calificat          | Nu s-a calificat          | Nu s-a calificat          | Nu s-a calificat          |
| 2002        | Finala mică               | 3                         | 7                         | 4                         | 1                         | 2                         | 10                        | 6                         |
| 2006 - 2022 | Nu s-a calificat          | Nu s-a calificat          | Nu s-a calificat          | Nu s-a calificat          | Nu s-a calificat          | Nu s-a calificat          | Nu s-a calificat          | Nu s-a calificat          |
| Total       | 2/22                      | Locul 3                   | 10                        | 5                         | 1                         | 4                         | 20                        | 17                        |

| Rezultate obținute la Campionatului Mondial | Rezultate obținute la Campionatului Mondial | Rezultate obținute la Campionatului Mondial | Rezultate obținute la Campionatului Mondial |
| Anul                                        | Runda                                       | Scor                                        | Rezultat                                    |
| ------------------------------------------- | ------------------------------------------- | ------------------------------------------- | ------------------------------------------- |
| 1954                                        | Faza Grupelor                               | Turcia 1 – 4 Germania de Vest               | Înfrângere                                  |
| 1954                                        | Faza Grupelor                               | Turcia 7 – 0 Coreea de Sud                  | Victorie                                    |
| 1954                                        | Play-off                                    | Turcia 2 – 7 Germania de Vest               | Înfrângere                                  |
| 2002                                        | Faza Grupelor                               | Turcia 1 – 2 Brazilia                       | Înfrângere                                  |
| 2002                                        | Faza Grupelor                               | Turcia 1 – 1 Costa Rica                     | Egal                                        |
| 2002                                        | Faza Grupelor                               | Turcia 3 – 0 China                          | Victorie                                    |
| 2002                                        | Optimi                                      | Turcia 1 – 0 Japonia                        | Victorie                                    |
| 2002                                        | Sferturi                                    | Turcia 1 – 0 Senegal                        | Victorie                                    |
| 2002                                        | Semifinla                                   | Turcia 0 – 1 Brazilia                       | Înfrângere                                  |
| 2002                                        | Finala Mică                                 | Turcia 3 – 2 Coreea de Sud                  | Victorie                                    |

### Campionatul European
| 1960 până în 1992 | Nu s-a calificat | Nu s-a calificat | Nu s-a calificat | Nu s-a calificat | Nu s-a calificat | Nu s-a calificat | Nu s-a calificat | Nu s-a calificat | Nu s-a calificat | Nu s-a calificat |
| 1996              | Grupe            | 16               | 3                | 0                | 0                | 3                | 0                | 5                |                  |                  |
| 2000              | Sferturi         | 6                | 4                | 1                | 1                | 2                | 3                | 4                |                  |                  |
| 2004              | Nu s-a calificat | Nu s-a calificat | Nu s-a calificat | Nu s-a calificat | Nu s-a calificat | Nu s-a calificat | Nu s-a calificat | Nu s-a calificat | Nu s-a calificat | Nu s-a calificat |
| 2008              | Semifinale       | 3                | 5                | 2                | 1                | 2                | 8                | 9                |                  |                  |
| 2012              | Nu s-a calificat | Nu s-a calificat | Nu s-a calificat | Nu s-a calificat | Nu s-a calificat | Nu s-a calificat | Nu s-a calificat | Nu s-a calificat | Nu s-a calificat | Nu s-a calificat |
| 2016              | Grupe            | 17               | 3                | 1                | 0                | 2                | 2                | 4                |                  |                  |
| 2020              | Grupe            | 24               | 3                | 0                | 0                | 3                | 1                | 8                |                  |                  |
| 2024              | Sferturi         | 7                | 5                | 3                | 0                | 2                | 8                | 8                |                  |                  |
| Total             | 6/19             | Locul 3          | 18               | 4                | 2                | 12               | 14               | 30               |                  |                  |

| Faza | Naționala | Scor | Adversar | Final |
| ---- | --------- | ---- | -------- | ----- |

| Grupe    | Turcia | 3 - 1 | Georgia       | Victorie   |
| Grupe    | Turcia | 0 - 3 | Portugalia    | Înfrângere |
| Grupe    | Turcia | 2 - 1 | Cehia         | Victorie   |
| Optimi   | Turcia | 2 - 1 | Austria       | Victorie   |
| Sferturi | Turcia | 1 - 2 | Țările de Jos | Înfrângere |

| Grupe | Turcia | 0 - 3 | Italia       | Înfrângere |
| Grupe | Turcia | 0 - 2 | Țara Galilor | Înfrângere |
| Grupe | Turcia | 1 - 3 | Elveția      | Înfrângere |

| Grupe | Turcia | 0 - 1 | Croația | Înfrângere |
| Grupe | Turcia | 0 - 3 | Spania  | Înfrângere |
| Grupe | Turcia | 2 - 0 | Cehia   | Victorie   |

| Grupe      | Turcia | 0 - 1 | Portugalia | Înfrângere |
| Grupe      | Turcia | 2 - 1 | Elveția    | Victorie   |
| Grupe      | Turcia | 3 - 2 | Cehia      | Victorie   |
| Sferturi   | Turcia | 1 - 1 | Croația    | Egal       |
| Sferturi   | Turcia | 3 : 1 | Croația    | Penalty    |
| Semifinale | Turcia | 2 - 3 | Germania   | Înfrângere |

| Grupe    | Turcia | 1 - 2 | Italia     | Înfrângere |
| Grupe    | Turcia | 0 - 0 | Suedia     | Egal       |
| Grupe    | Turcia | 2 - 0 | Belgia     | Victorie   |
| Sferturi | Turcia | 0 - 2 | Portugalia | Înfrângere |

| Grupe | Turcia | 0 - 1 | Croația    | Înfrângere |
| Grupe | Turcia | 0 - 1 | Portugalia | Înfrângere |
| Grupe | Turcia | 0 - 3 | Danemarca  | Înfrângere |

### Meciuri - întâlniri directe
| Naționala | Meciuri | Victorie | Egal | Înfrângere    | Adversar  |
| --------- | ------- | -------- | ---- | ------------- | --------- |
| Turcia    |         |          |      |               |           |
| 4         | 0       | 0        | 4    | Portugalia    |           |
| 3         | 0       | 1        | 2    | Croația       |           |
| 3         | 3       | 0        | 0    | Cehia         |           |
| 2         | 1       | 0        | 1    | Elveția       |           |
| 2         | 0       | 0        | 2    | Italia        |           |
| 1         | 1       | 0        | 0    | Belgia        |           |
| 1         | 0       | 0        | 1    | Danemarca     |           |
| 1         | 0       | 0        | 1    | Germania      |           |
| 1         | 0       | 0        | 1    | Spania        |           |
| 1         | 0       | 1        | 0    | Suedia        |           |
| 1         | 0       | 0        | 1    | Țara Galilor  |           |
| 1         | 1       | 0        | 0    | Georgia       |           |
| 1         | 1       | 0        | 0    | Austria       |           |
| 1         | 0       | 0        | 1    | Țările de Jos |           |
| Total     | 23      | 7        | 2    | 14            | 14 echipe |

| Naționala | Meciuri | Victorie | Egal | Înfrângere    | Adversar |
| --------- | ------- | -------- | ---- | ------------- | -------- |
| Turcia    |         |          |      |               |          |
| 2         | 0       | 0        | 2    | Brazilia      |          |
| 2         | 0       | 0        | 2    | Germania      |          |
| 2         | 2       | 0        | 0    | Coreea de Sud |          |
| 1         | 1       | 0        | 0    | China         |          |
| 1         | 0       | 1        | 0    | Costa Rica    |          |
| 1         | 1       | 0        | 0    | Japonia       |          |
| 1         | 1       | 0        | 0    | Senegal       |          |
| Total     | 10      | 5        | 1    | 4             | 7 echipe |

### Olimpiada de vară
| Jocurile Olimpice | Jocurile Olimpice                       | Jocurile Olimpice                       | Jocurile Olimpice                       | Jocurile Olimpice                       | Jocurile Olimpice                       | Jocurile Olimpice                       | Jocurile Olimpice                       | Jocurile Olimpice                       |                                         |
| Anul              | Rezultat                                | Poziția                                 | MJ                                      | V                                       | E*                                      | Î                                       | GM                                      | GP                                      |                                         |
| ----------------- | --------------------------------------- | --------------------------------------- | --------------------------------------- | --------------------------------------- | --------------------------------------- | --------------------------------------- | --------------------------------------- | --------------------------------------- | --------------------------------------- |
| 1924              | Grupe                                   | 13th                                    | 1                                       | 0                                       | 0                                       | 1                                       | 2                                       | 5                                       |                                         |
| 1928              | Grupe                                   | 14th                                    | 1                                       | 0                                       | 0                                       | 1                                       | 1                                       | 7                                       |                                         |
| 1936              | Grupe                                   | 15th                                    | 1                                       | 0                                       | 0                                       | 1                                       | 0                                       | 1                                       |                                         |
| 1948              | Sferturi                                | 6th                                     | 2                                       | 1                                       | 0                                       | 1                                       | 5                                       | 3                                       |                                         |
| 1952              | Sferturi                                | 8th                                     | 2                                       | 1                                       | 0                                       | 1                                       | 3                                       | 8                                       |                                         |
| 1956              | S-a retras                              | S-a retras                              | S-a retras                              | S-a retras                              | S-a retras                              | S-a retras                              | S-a retras                              | S-a retras                              | S-a retras                              |
| 1960              | Grupe                                   | 14th                                    | 3                                       | 0                                       | 1                                       | 2                                       | 3                                       | 10                                      |                                         |
| 1964              | Nu s-a calificat                        | Nu s-a calificat                        | Nu s-a calificat                        | Nu s-a calificat                        | Nu s-a calificat                        | Nu s-a calificat                        | Nu s-a calificat                        | Nu s-a calificat                        | Nu s-a calificat                        |
| 1968              | Nu s-a calificat                        | Nu s-a calificat                        | Nu s-a calificat                        | Nu s-a calificat                        | Nu s-a calificat                        | Nu s-a calificat                        | Nu s-a calificat                        | Nu s-a calificat                        | Nu s-a calificat                        |
| 1972              | Nu s-a calificat                        | Nu s-a calificat                        | Nu s-a calificat                        | Nu s-a calificat                        | Nu s-a calificat                        | Nu s-a calificat                        | Nu s-a calificat                        | Nu s-a calificat                        | Nu s-a calificat                        |
| 1976              | Nu s-a calificat                        | Nu s-a calificat                        | Nu s-a calificat                        | Nu s-a calificat                        | Nu s-a calificat                        | Nu s-a calificat                        | Nu s-a calificat                        | Nu s-a calificat                        | Nu s-a calificat                        |
| 1980              | Nu s-a calificat                        | Nu s-a calificat                        | Nu s-a calificat                        | Nu s-a calificat                        | Nu s-a calificat                        | Nu s-a calificat                        | Nu s-a calificat                        | Nu s-a calificat                        | Nu s-a calificat                        |
| 1984              | S-a retras                              | S-a retras                              | S-a retras                              | S-a retras                              | S-a retras                              | S-a retras                              | S-a retras                              | S-a retras                              | S-a retras                              |
| 1988              | Nu s-a calificat                        | Nu s-a calificat                        | Nu s-a calificat                        | Nu s-a calificat                        | Nu s-a calificat                        | Nu s-a calificat                        | Nu s-a calificat                        | Nu s-a calificat                        | Nu s-a calificat                        |
| Din 1992          | Turneu doar pentru echipe sub 23 de ani | Turneu doar pentru echipe sub 23 de ani | Turneu doar pentru echipe sub 23 de ani | Turneu doar pentru echipe sub 23 de ani | Turneu doar pentru echipe sub 23 de ani | Turneu doar pentru echipe sub 23 de ani | Turneu doar pentru echipe sub 23 de ani | Turneu doar pentru echipe sub 23 de ani | Turneu doar pentru echipe sub 23 de ani |
| Total             | 6/14                                    | 6                                       | 10                                      | 2                                       | 1                                       | 7                                       | 14                                      | 34                                      |                                         |

### Cupa Confederațiilor FIFA
| Cupa Confederațiilor FIFA | Cupa Confederațiilor FIFA | Cupa Confederațiilor FIFA | Cupa Confederațiilor FIFA | Cupa Confederațiilor FIFA | Cupa Confederațiilor FIFA | Cupa Confederațiilor FIFA | Cupa Confederațiilor FIFA | Cupa Confederațiilor FIFA | Cupa Confederațiilor FIFA |
| Anul                      | Runda                     | Poziția                   | MJ                        | V                         | E*                        | Î                         | GM                        | GP                        | Lotul                     |
| ------------------------- | ------------------------- | ------------------------- | ------------------------- | ------------------------- | ------------------------- | ------------------------- | ------------------------- | ------------------------- | ------------------------- |
| 1992                      | Nu s-a calificat          | Nu s-a calificat          | Nu s-a calificat          | Nu s-a calificat          | Nu s-a calificat          | Nu s-a calificat          | Nu s-a calificat          | Nu s-a calificat          | Nu s-a calificat          |
| 1995                      | Nu s-a calificat          | Nu s-a calificat          | Nu s-a calificat          | Nu s-a calificat          | Nu s-a calificat          | Nu s-a calificat          | Nu s-a calificat          | Nu s-a calificat          | Nu s-a calificat          |
| 1997                      | Nu s-a calificat          | Nu s-a calificat          | Nu s-a calificat          | Nu s-a calificat          | Nu s-a calificat          | Nu s-a calificat          | Nu s-a calificat          | Nu s-a calificat          | Nu s-a calificat          |
| 1999                      | Nu s-a calificat          | Nu s-a calificat          | Nu s-a calificat          | Nu s-a calificat          | Nu s-a calificat          | Nu s-a calificat          | Nu s-a calificat          | Nu s-a calificat          | Nu s-a calificat          |
| 2001                      | Nu s-a calificat          | Nu s-a calificat          | Nu s-a calificat          | Nu s-a calificat          | Nu s-a calificat          | Nu s-a calificat          | Nu s-a calificat          | Nu s-a calificat          | Nu s-a calificat          |
| 2003                      | Locul trei                | 3                         | 5                         | 2                         | 1                         | 2                         | 8                         | 8                         | Lot                       |
| 2005                      | Nu s-a calificat          | Nu s-a calificat          | Nu s-a calificat          | Nu s-a calificat          | Nu s-a calificat          | Nu s-a calificat          | Nu s-a calificat          | Nu s-a calificat          | Nu s-a calificat          |
| 2009                      | Nu s-a calificat          | Nu s-a calificat          | Nu s-a calificat          | Nu s-a calificat          | Nu s-a calificat          | Nu s-a calificat          | Nu s-a calificat          | Nu s-a calificat          | Nu s-a calificat          |
| 2013                      | Nu s-a calificat          | Nu s-a calificat          | Nu s-a calificat          | Nu s-a calificat          | Nu s-a calificat          | Nu s-a calificat          | Nu s-a calificat          | Nu s-a calificat          | Nu s-a calificat          |
| Total                     | Locul trei                | 1/9                       | 5                         | 2                         | 1                         | 2                         | 8                         | 8                         | -                         |

### ECO Cup record
| Host/Year | Round       |
| --------- | ----------- |
| 1965      | Locul doi   |
| 1967      | Campioni    |
| 1969      | Campioni    |
| 1970      | Locul doi   |
| 1974      | Campioni    |
| 1993      | Nu a intrat |

## Lotul actual
Următorii jucători au fost incluși în lotul echipei pentru a disputa Campionatul European de Fotbal 2024.

Selecțiile și golurile sunt actualizate la 26 iunie 2024.
| Nr. | Poz. | Jucător                    | Data nașterii (vârsta)        | Selecții | Goluri | Club                 |
| --- | ---- | -------------------------- | ----------------------------- | -------- | ------ | -------------------- |
| 1   | P    | Mert Günok                 | 1 martie 1989 (36 de ani)     | 31       | 0      | Beșiktaș             |
| 12  | P    | Altay Bayındır             | 14 aprilie 1998 (26 de ani)   | 10       | 0      | Manchester United    |
| 23  | P    | Uğurcan Çakır              | 5 aprilie 1996 (28 de ani)    | 27       | 0      | Trabzonspor          |
|     |      |                            |                               |          |        |                      |
| 2   | F    | Zeki Çelik                 | 17 februarie 1997 (28 de ani) | 47       | 2      | Roma                 |
| 3   | F    | Merih Demiral              | 5 martie 1998 (27 de ani)     | 47       | 2      | Al-Ahli              |
| 4   | F    | Samet Akaydin              | 13 martie 1994 (31 de ani)    | 9        | 0      | Fenerbahçe           |
| 13  | F    | Ahmetcan Kaplan            | 16 ianuarie 2003 (22 de ani)  | 0        | 0      | Ajax                 |
| 14  | F    | Abdülkerim Bardakcı        | 7 septembrie 1994 (30 de ani) | 10       | 1      | Galatasaray          |
| 18  | F    | Mert Müldür                | 3 aprilie 1999 (25 de ani)    | 26       | 2      | Fenerbahçe           |
| 20  | F    | Ferdi Kadıoğlu             | 7 octombrie 1999 (25 de ani)  | 18       | 1      | Fenerbahçe           |
|     |      |                            |                               |          |        |                      |
| 5   | M    | Okay Yokușlu               | 9 martie 1994 (31 de ani)     | 41       | 1      | West Bromwich Albion |
| 6   | M    | Orkun Kökçü                | 29 decembrie 2000 (24 de ani) | 31       | 2      | Benfica              |
| 8   | M    | Arda Güler                 | 25 februarie 2005 (20 de ani) | 10       | 2      | Real Madrid          |
| 10  | M    | Hakan Çalhanoğlu (căpitan) | 8 februarie 1994 (31 de ani)  | 89       | 19     | Inter Milan          |
| 15  | M    | Salih Özcan                | 11 ianuarie 1998 (27 de ani)  | 20       | 0      | Borussia Dortmund    |
| 16  | M    | İsmail Yüksek              | 26 ianuarie 1999 (26 de ani)  | 16       | 1      | Fenerbahçe           |
| 17  | M    | İrfan Can Kahveci          | 15 iulie 1995 (29 de ani)     | 32       | 2      | Fenerbahçe           |
| 22  | M    | Kaan Ayhan                 | 10 noiembrie 1994 (30 de ani) | 61       | 5      | Galatasaray          |
| 25  | M    | Yunus Akgün                | 7 iulie 2000 (24 de ani)      | 10       | 2      | Leicester City       |
|     |      |                            |                               |          |        |                      |
| 7   | A    | Kerem Aktürkoğlu           | 21 octombrie 1998 (26 de ani) | 32       | 6      | Galatasaray          |
| 9   | A    | Cenk Tosun                 | 7 iunie 1991 (33 de ani)      | 52       | 21     | Beșiktaș             |
| 11  | A    | Yusuf Yazıcı               | 29 ianuarie 1997 (28 de ani)  | 45       | 3      | Lille                |
| 19  | A    | Kenan Yıldız               | 4 mai 2005 (19 ani)           | 10       | 1      | Juventus             |
| 21  | A    | Barıș Alper Yılmaz         | 23 mai 2000 (24 de ani)       | 18       | 2      | Galatasaray          |
| 24  | A    | Semih Kılıçsoy             | 15 august 2005 (19 ani)       | 2        | 0      | Beșiktaș             |
| 26  | A    | Bertuğ Yıldırım            | 12 ianuarie 2002 (23 de ani)  | 3        | 2      | Rennes               |